# پته‌ویر
پته‌ویر، روستایی است از توابع بخش مرکزی شهرستان سلماس استان آذربایجان غربی ایران.

## جمعیت
این روستا در دهستان زولاچای قرار داشته و بر اساس سرشماری سال ۱۳۸۵ جمعیت آن ۹۳۸نفر (۱۷۷ خانوار)
بوده‌است.